# Neujahrskonzert der Wiener Philharmoniker 2019

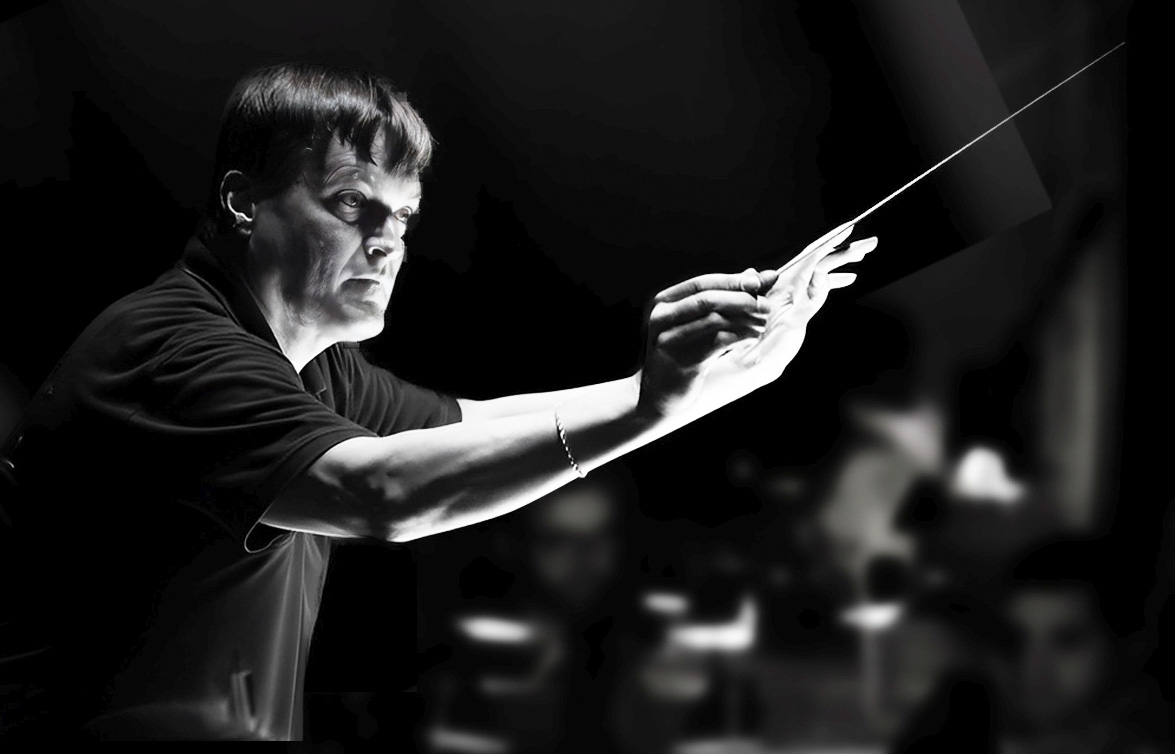
Christian Thielemann (2015)

Das Neujahrskonzert der Wiener Philharmoniker 2019 war das 79. Neujahrskonzert der Wiener Philharmoniker und fand am 1. Jänner 2019 im Wiener Musikverein statt. Am Dirigentenpult stand zum ersten Mal Christian Thielemann.

## Besonderheiten
Zuspieler waren unter anderem dem 150-Jahr-Jubiläum der Wiener Staatsoper gewidmet und sollten 150 Jahre Handelsbeziehungen zwischen Japan und Österreich würdigen.

### Ballett

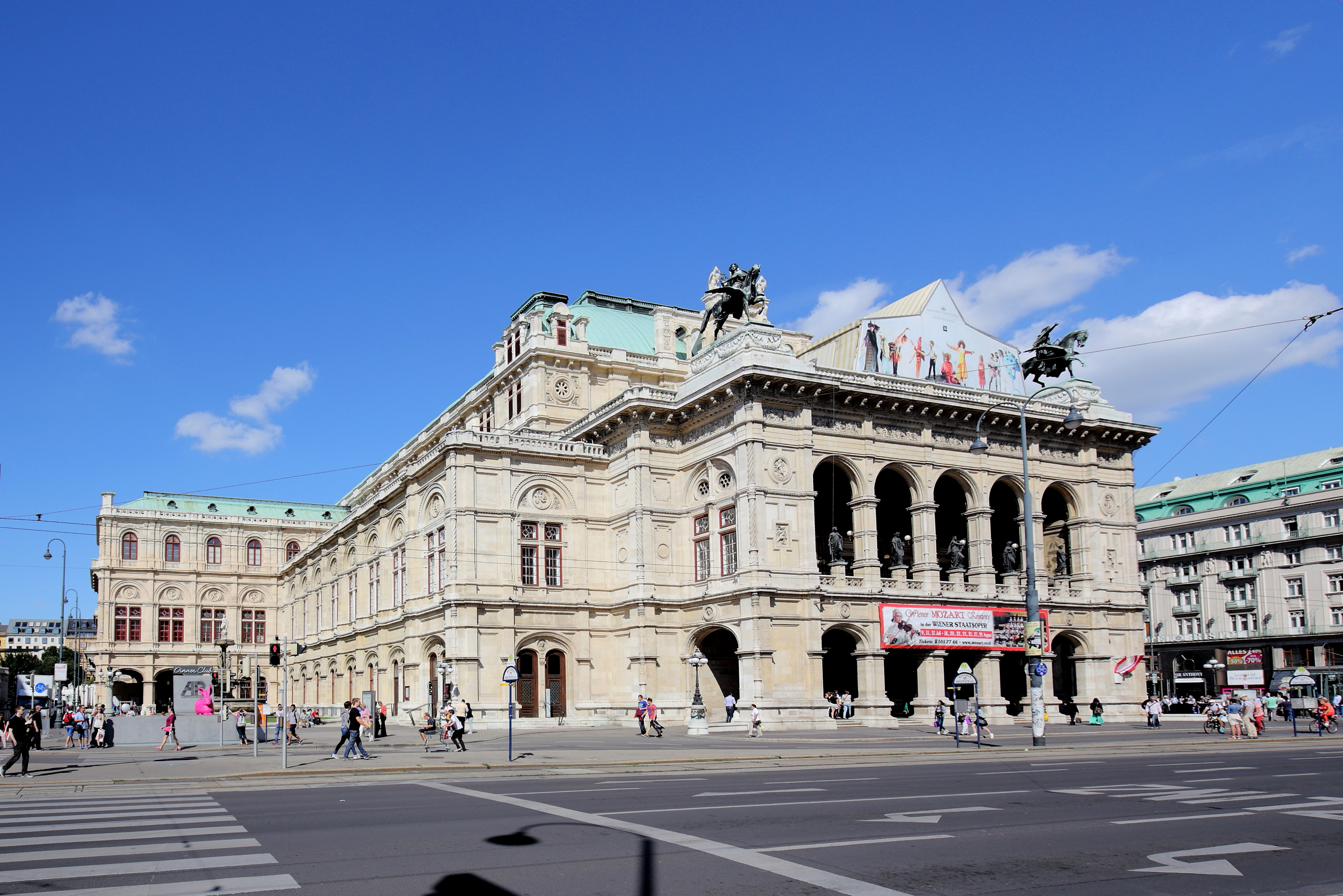
Wiener Staatsoper

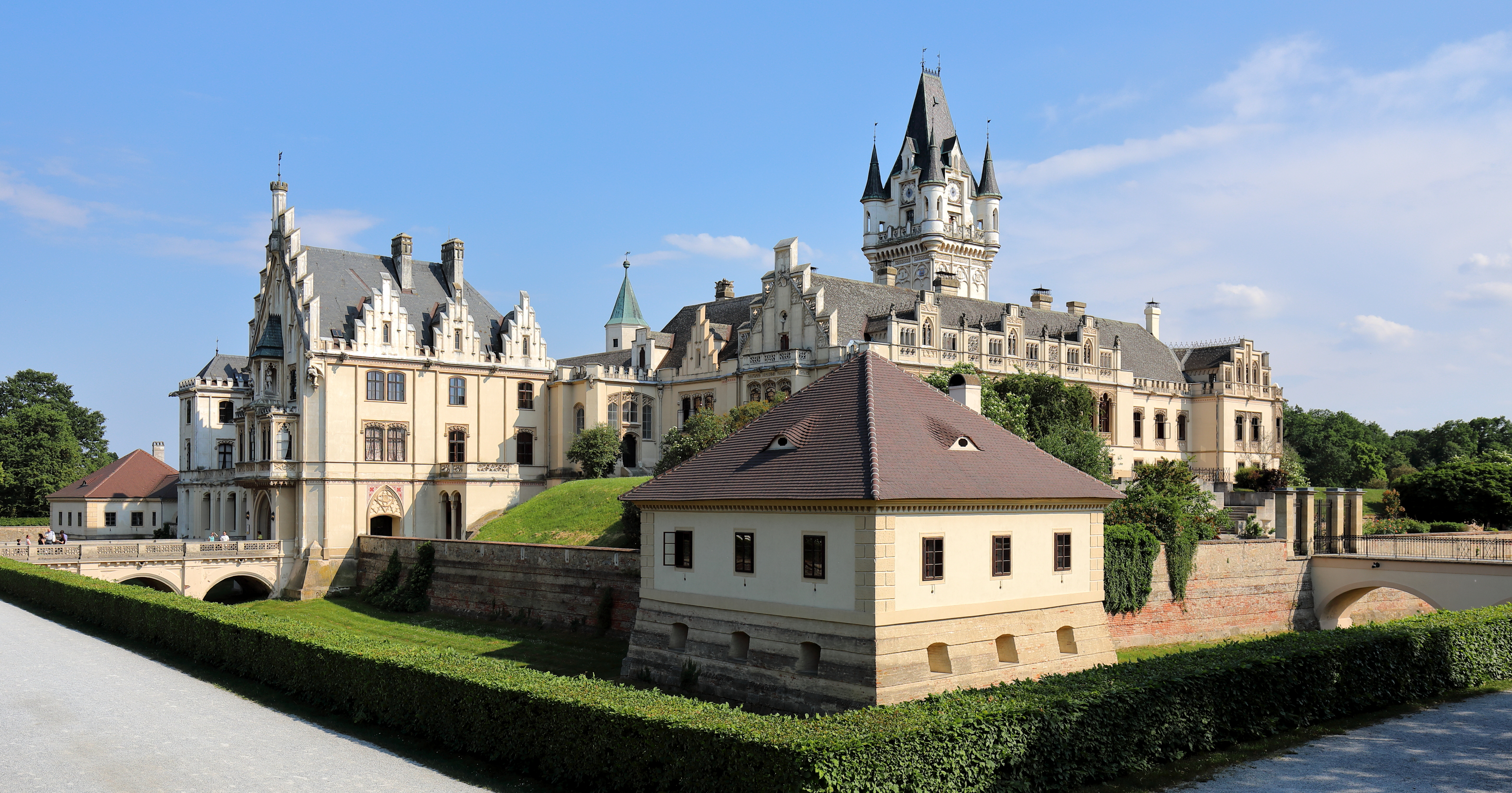
Schloss Grafenegg

Die Balletteinlagen des Wiener Staatsballetts wurden im Sommer 2018 wie für das Konzert 2018 von Henning Kasten in Szene gesetzt. Drehort für den Walzer Künstlerleben von Johann Strauß (Sohn) war die Wiener Staatsoper, die Dreharbeiten zum Csárdás aus der Oper Ritter Pásmán fanden auf Schloss Grafenegg statt.
Getanzt wurde von Olga Esina und Jakob Feyferlik, Kiyoka Hashimoto und Masayu Kimoto, Alice Firenze und Davide Dato, Nikisha Fogo und Andrey Teterin, Eszter Lédan und Géraud Wielick sowie Sveva Gargiulo und Richard Szabó. Die Choreografie für die Tänze stammte erstmals von Andrey Kaydanovskiy, die Kostüme wurden erstmals von Arthur Arbesser entworfen.

### Blumenschmuck
Der Blumenschmuck stammte zum fünften Mal in Folge von den Wiener Stadtgärten. 30.000 Blüten von Rosen, Lilien, Orchideen und Nadelkissen waren für den Goldenen Saal vorgesehen. Bei den Blumen überwogen die Pastelltöne Hell- und Sonnengelb, Weiß, Creme, Pastellorange und Frischgrün.

### Publikum
Bundespräsident Alexander Van der Bellen und seine Frau Doris Schmidauer begleiteten den Präsidenten der Republik Finnland, Sauli Niinistö und dessen Frau Jenni Haukio zum Konzert. Bundeskanzler Sebastian Kurz lud den Fraktionsvorsitzenden der Europäischen Volkspartei (EVP) im Europäischen Parlament und deren Spitzenkandidat für die Europawahl 2019, Manfred Weber, zum Neujahrskonzert 2019 ein.
Kanzleramtsminister für EU, Kunst und Kultur Gernot Blümel lud den Direktor der Brüsseler Kulturinstitution Bozar, Paul Dujardin, ein. Außenministerin Karin Kneissl brachte die palästinensische Politikerin Hanan Ashrawi als ihren Gast zum Neujahrskonzert mit. Weitere Gäste im Publikum waren unter anderem Wolfgang Sobotka mit dem schwedischen Parlamentspräsidenten Andreas Norlén, Alexander Wrabetz, Dominique Meyer, Walter Rothensteiner, Juan Diego Flórez, Rudolf Buchbinder, Clemens Hellsberg, Margit Fischer, Heinz Fischer und Ban Ki-moon.

## Programm
Das Programm wurde am 14. November 2018 bekanntgegeben. Sechs Werke wurden erstmals im Rahmen eines Neujahrskonzertes der Wiener Philharmoniker aufgeführt: der Schönfeld-Marsch von Carl Michael Ziehrer, der Eva-Walzer aus Ritter Pásmán und die Polka schnell Expreß von Johann Strauss (Sohn), die Polka française Die Tänzerin von Josef Strauss, die Polka française Opern-Soiree von Eduard Strauß und Joseph Hellmesbergers Entr'acte Valse.

### 1. Teil
- Carl Michael Ziehrer: Schönfeld-Marsch, op. 422
- Josef Strauss: Transactionen, Walzer, op. 184
- Joseph Hellmesberger (Sohn): Elfenreigen
- Johann Strauss (Sohn): Expreß, Polka schnell, op. 311
- Johann Strauss (Sohn): Nordseebilder, Walzer, op. 390
- Eduard Strauß: Mit Extrapost, Polka schnell (im Original: Galopp), op. 259

### 2. Teil
- Johann Strauss (Sohn): Ouvertüre zu Der Zigeunerbaron
- Josef Strauss: Die Tänzerin, Polka francaise, op. 227
- Johann Strauss (Sohn): Künstlerleben, Walzer, op. 316
- Johann Strauss (Sohn): Die Bajadere, Polka schnell, op. 351
- Eduard Strauß: Opern-Soiree, Polka française, op. 162
- Johann Strauss (Sohn): Eva-Walzer aus Ritter Pásmán, o. op.
- Johann Strauss (Sohn): Csárdás aus „Ritter Pásmán“, op. 441
- Johann Strauss (Sohn): Egyptischer Marsch, op. 335
- Joseph Hellmesberger (Sohn): Entr'acte Valse
- Johann Strauss (Sohn): Lob der Frauen, Polka mazur, op. 315
- Josef Strauss: Sphärenklänge, Walzer, op. 235

### Zugaben
- Johann Strauss (Sohn): Im Sturmschritt, Polka schnell, op. 348
- Johann Strauss (Sohn): An der schönen blauen Donau, Walzer, op. 314
- Johann Strauss (Vater): Radetzky-Marsch, op. 228

## Besetzung (Auswahl)
- Christian Thielemann, Dirigent
- Albena Danailova, Konzertmeisterin
- Daniel Froschauer, Andreas Großbauer, Violine
- Matthias Schorn, Soloklarinette
- Sophie Dervaux und Michael Werba, Fagott
- Anneleen Lenaerts, Harfe

## Pausenfilm
Der Pausenfilm zum Neujahrskonzert 2019 mit dem Titel Wiener Staatsoper 1869 – 2019 wurde von Felix Breisach gestaltet. Darin wurde an verschiedenen Schauplätzen in und um das 1869 von Franz Joseph I. eröffnete Gebäude von Ensembles der Wiener Philharmoniker und Ensemblemitglieder der Staatsoper musiziert, unter anderem von Camilla Nylund und Adrian Eröd mit einem Duett aus der Fledermaus und von Daniela Fally und Rafael Fingerlos als Papagena und Papageno. Im Ballettsaal wurde zu den Klängen von Raymonda von Alexander Glasunow getanzt.

### Musik
- Wolfgang Amadeus Mozart: Le nozze di Figaro, Ouvertüre
  - Tamás Varga, Raphael Flieder, Eckart Schwarz-Schulz, David Pennetzdorfer (Cello)
  - Arrangement: Douglas B. Moore
- Johann Strauss (Sohn): Die Fledermaus, Uhrenduett
  - Camilla Nylund (Sopran)
  - Adrian Eröd (Bariton)
  - Thomas Lausmann (Klavier)
  - Katharina Strommer (Spielleitung)
- Wolfgang Amadeus Mozart: Don Giovanni, Ouvertüre
  - Nicolai-Quartett:
    - Wilfried Hedenborg, Benjamin Morrison (Violine)
    - Gerhard Marschner (Viola)
    - Bernhard Naoki Hedenborg (Cello)

  - Christoph Wimmer, Kontrabass
- Gaetano Donizetti: Lucia di Lammermoor, Finale 2. Akt
  - Chor der Wiener Staatsoper
  - Thomas Lang (Chorleitung)
  - Lissy-Quartett:
    - Raimund Lissy (Violine)
    - Robert Bauerstatter (Viola)
    - Maria Grün (Violoncello)
    - Srebra Gelleva, Klavier

  - Arrangement: Erich Kaufmann
- Alexander Glasunow: Raymonda, Walzer
  - Wiener Staatsballett
  - Ekaterina Frolova, Jewgenij Andrusenko (Violine)
  - Thomas Hajek (Viola)
  - Wolfgang Härtel (Cello)
  - Ödön Rácz (Kontrabass)
  - Arrangement: Erich Kaufmann
  - Choreographie: Rudolf Nurejew
- Wolfgang Amadeus Mozart: Die Zauberflöte: Duett Papagena – Papageno
  - Daniela Fally (Sopran)
  - Rafael Fingerlos (Bariton)
  - Clemens Horak, Harald Hörth (Oboe)
  - Sophie Dervaux, Benedikt Dinkhauser (Fagott)
  - Gregor Hinterreiter, Norbert Täubl (Klarinette)
  - Josef Reif, Sebastian Mayr (Horn)
- Richard Strauss: Der Rosenkavalier, Walzer
  - Volkhard Steude (Violine)
  - Barbara Moser (Klavier)
  - Arrangement: Váša Příhoda

## Übertragung

Länder, in denen das Neujahrskonzert vom 1. Jänner 2019 im Fernsehen ausgestrahlt wurde.

Für die 61. ORF-Übertragung war zum zweiten Mal Henning Kasten verantwortlich, zum Einsatz sollen vierzehn HD-Kameras kommen. Die Moderation für den ORF übernahm wie in den Vorjahren Barbara Rett.
Die japanische Rundfunkgesellschaft NHK realisierte parallel zur ORF-Produktion eine eigene 8K-Aufzeichnung, die zu einem späteren Zeitpunkt auf einem kurz davor in Betrieb genommenen 8K-Testsender gezeigt werden soll.

| Europa: - Albanien: RTSH - Andorra: RTVA/F2/TVE - Armenien: Channel1 - Aserbaidschan: ICTI - Belgien: VRT/RTBF - Bosnien-Herzegowina: BHT1 - Bulgarien: BNT1/2 - Dänemark: DR1 - Deutschland: ZDF/3SAT - Estland: ETV1/2 - Finnland: YLE1/2 - Frankreich: FR2 - Georgien: Channel 1 - Gibraltar: GBC - Griechenland: ERT - Irland: RTÉ - Island: RUV - Italien: RAI - Kosovo: RTK - Kroatien: HTV1/2 - Lettland: LTV1/2 - Liechtenstein: SRF - Litauen: LT - Luxemburg: ZDF/FT/RTBF/VRT - Nordmazedonien: MKRTV - Republik Moldau: TRM - Monaco: F2 - Montenegro: RTCG1 - Niederlande: NOS1 - Norwegen: NRK - Österreich: ORF2/3SAT - Polen: TVP2/Kultura - Portugal: RTP1/2 - Rumänien: TVR - Russland: Kultura - San Marino: RAI - Schweden: SVT1/2 - Schweiz: SRF/TSR/TSI/3SAT - Serbien: RTS1/2 - Slowakei: STV - Slowenien: RTVS - Spanien: La1/2 - Tschechien: CT2 - Türkei: TRT - Ungarn: M1 - Vereinigtes Königreich: BBC - Zypern: RIK2 | Amerika: - Bahamas: ZNS / CBU - Barbados: CBC / CBU - Bolivien: Bolivision - Brasilien: TV Cultura - Chile: Canal 4 - Costa Rica: Canal 7 / 11 - Dominikanische Republik: Antena 7 - Ecuador: RTS - El Salvador: Canal 12 - Grenada: GBN / CBU - Guatemala: Canal 3 - Guyana: CBU - Haiti: CBU - Honduras: VTV - Jamaika: CVM / CBU - Kanada: WNET/PBS - Mexiko: Telsusa - Nicaragua: Canal 10 - Paraguay: Canal 9 - Peru: ATV - St. Lucia: CBU - St. Vincent und die Grenadinen: CBU - Trinidad & Tobago: CBU - USA: WNET/PBS | Asien und Ozeanien: - Bhutan: BBS2 - China: CCTV - Cookinseln: CITV - Fidschi: Fiji TV - Indonesien: Metro TV - Japan: NHK ETV - Korea: KBS1 - Marshallinseln: OTV - Mikronesien: OTV - Nepal: NTV - Papua-Neuguinea: Fiji TV - Salomonen: Fiji TV - Sri Lanka: MTV - Taiwan: TTV - Tonga: TBC / Fiji TV - Vietnam: VTV Afrika und mittlerer Osten: - Kenia: KBC - Mauritius: MBC - Namibia: NBC - Seychellen: SBC - Tansania: ITV |

In einige Länder, in die das Neujahrskonzert in den Vorjahren übertragen wurde, wurde das Neujahrskonzert 2019 nicht übertragen, beispielsweise Australien, Indien, Neuseeland und Pakistan.

## Aufnahmen
Die Audio-Doppel-CD dieses Konzertes wurde am 7. Jänner 2019 veröffentlicht und zählt in Österreich zu den meistverkauften Alben des Jahres 2019. DVD und Blu Ray-Disc erschien am 25. Jänner 2019.